# Koskullskulle
Koskullskulle ist ein Tätort in der nordschwedischen Provinz Norrbottens län und der historischen Provinz Lappland, nördlich des Polarkreises. Benannt ist der Ort nach dem ehemaligen Landshövding von Norrbottens län Georg Adolf Koskull (1780–1829).
Der Ort in der Gemeinde Gällivare liegt etwa sechs Kilometer nordöstlich von Gällivare. Er ist durch die Landesstraßen (Länsväg) BD 830, BD 831 und BD 860 mit Gällivare verbunden. Nach Koskullskulle führt eine Zweigstrecke der Erzbahn, die aber nur im Güterverkehr und fast ausschließlich vom Bergwerksbetrieb LKAB genutzt wird. Durch den Ort fließt der etwa 140 Kilometer lange Linaälven, ein Nebenfluss des Ängesån.
Die Einwohnerentwicklung von Koskullskulle ist rückläufig. Nachdem im Ort 1960 noch 1601 Bewohner gezählt wurden, sank die Einwohnerzahl über 1196 (nach einer leichten Erholung im Jahr 1995) und 874 (2010) auf zuletzt 818 (2015).

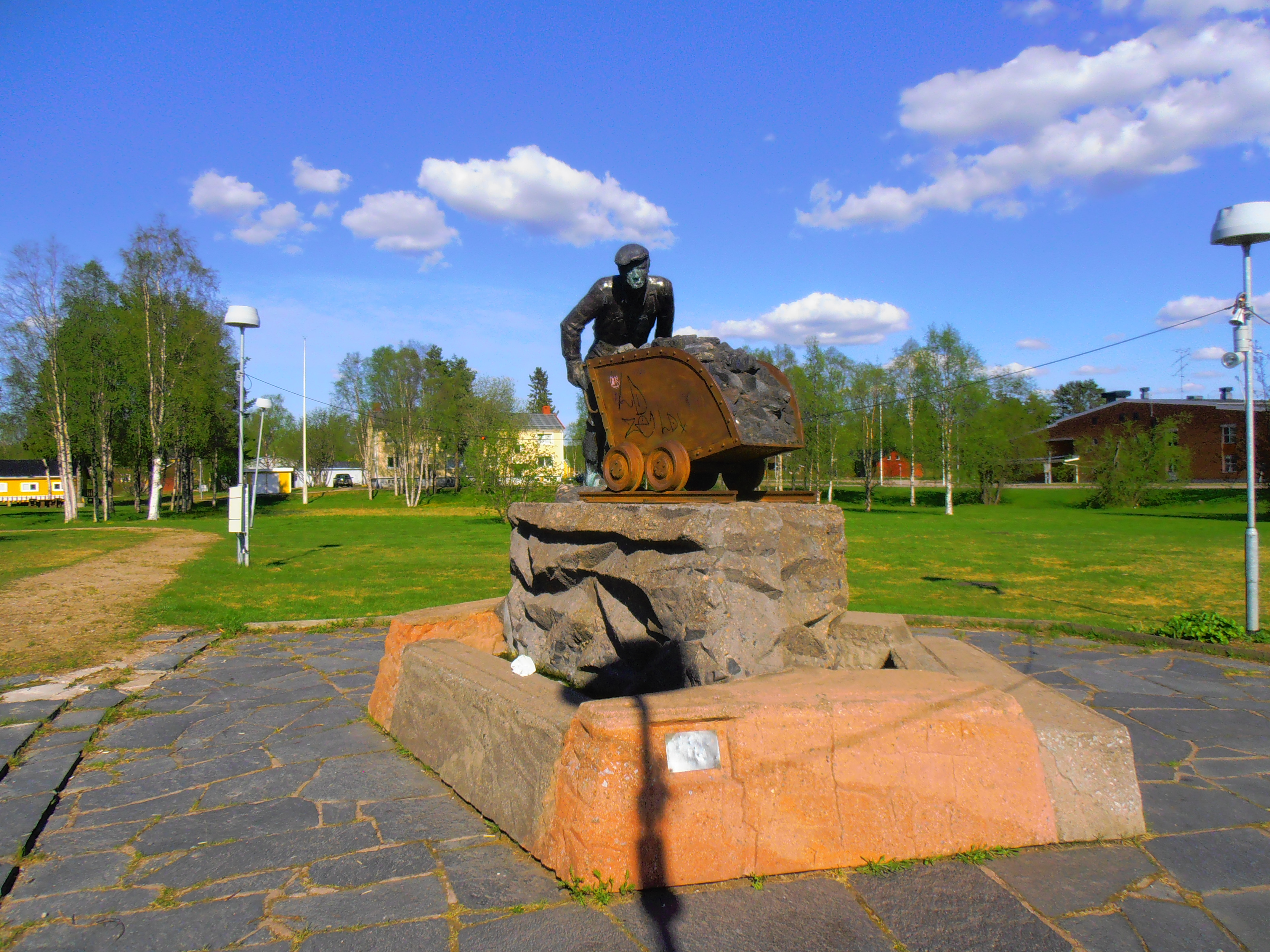
Bergarbeiterdenkmal
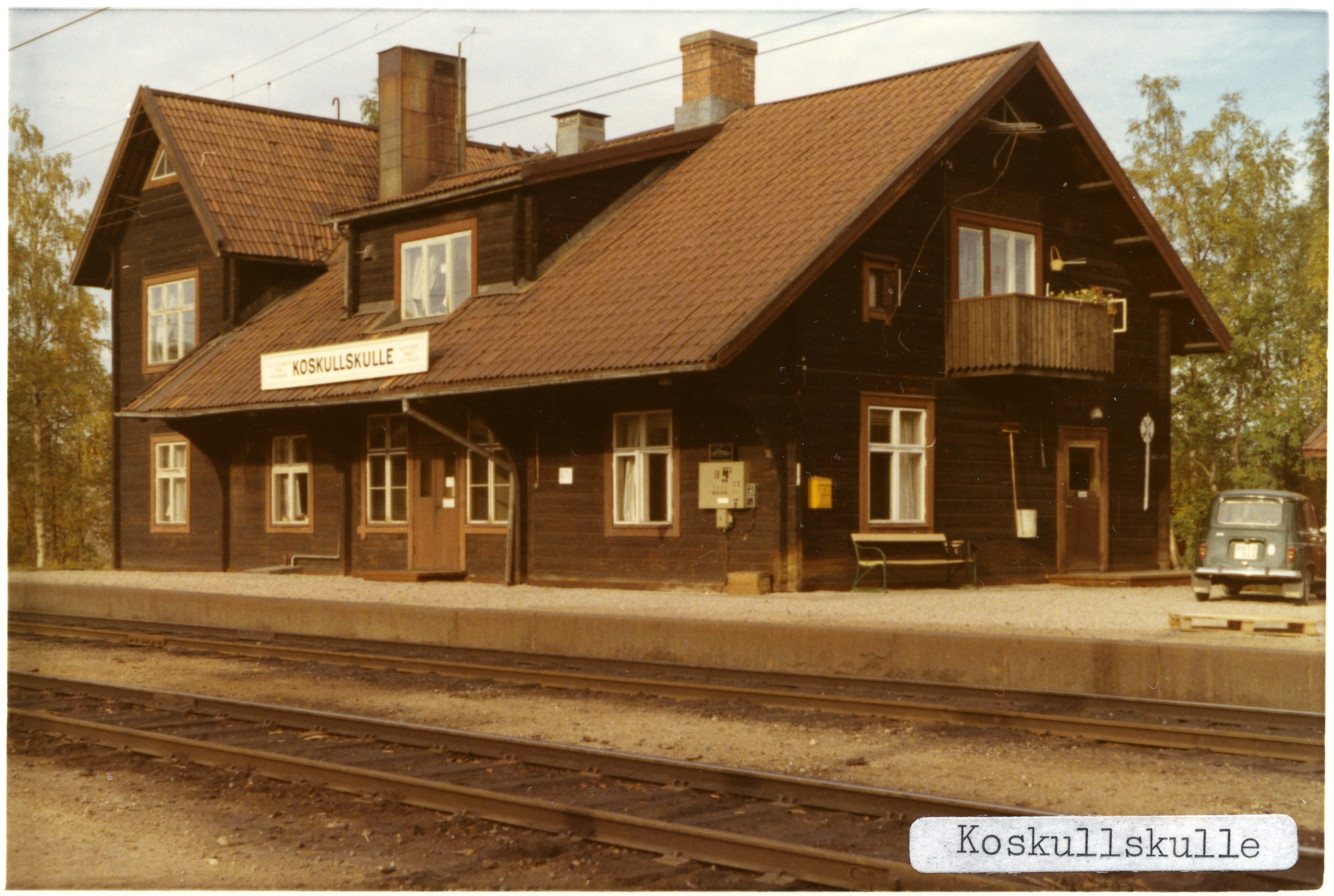
Bahnhof (1970)

## Bekannte Einwohner
- Jan Boklöv (* 1966), Skispringer
- Göran Forsmark (1955–2020), Schauspieler